# Cierio
Cierio, Ciero o Cierion (in greco antico: Κιέριον?) era una città dell'antica Grecia ubicata in Tessaglia, anticamente chiamata Arne. Strabone la situava in Tessaliotide, una delle quattro zone in cui era divisa la Tessaglia.

## Storia
Secondo Tucidide, gli abitanti della Beozia avevano occupato quel territorio quando, 60 anni dopo la guerra di Troia, erano stati espulsi dalla città di Arne dai Tessali. Arquemaco e altri autori aggiungono che solo pochi abitanti di Arne decisero di rimanere e divennero servi dei Tessali venendo chiamati penesti. Stefano di Bisanzio ha identificato questa Arne in Tessaglia con la città di Cierio e gli storici concordano sul fatto che Cierio venne costruita sul territorio dell'antica Arne.
Durante la seconda guerra macedonica, nel 198 a.C. dopo che le truppe romane e quelle dei loro alleati avevano preso Faloria, le città di Metropolis e Cierio inviarono ambasciate offendo la resa in cambio della distruzione delle loro città.
Nel corso della guerra romano-siriaca, Cierio venne conquistata da parte dell'esercito di Antioco III assieme alla città di  Metropolis e fortezze adiacenti. Poco dopo, nel 191 a.C., il console romano Manio Atilio, durante il passaggio in territorio tessalo, ricevette i delegati dalle città di Metropolis e Cierio che ancora una volta, come nella seconda guerra macedone, offrirono la resa delle loro città. Ciò avvenne poco prima della battaglia delle Termopili.
La città viene localizzata nell'attuale Karditsa.